# Discocalyx palawanensis
Discocalyx palawanensis är en viveväxtart som beskrevs av Adolph Daniel Edward Elmer och Elmer Drew Merrill. Discocalyx palawanensis ingår i släktet Discocalyx och familjen viveväxter. Inga underarter finns listade i Catalogue of Life.